# Józef Lenart
Józef Lenart (ur. 12 listopada 1931, zm. 29 maja 2005) – polski pisarz, dziennikarz, działacz społeczny i polityczny, redaktor naczelny dwutygodnika literacko-artystycznego „Współczesność”.

## Życiorys
Posiadał wykształcenie zawodowe górnicze. W latach 1948–1949 pracował jako górnik w kopalniach Mikulczyce i Miechowice. Członek Związku Młodzieży Polskiej (1948–1956). Od 1948 członek PZPR. Był I sekretarzem Tymczasowego Komitetu Centralnego (1957)  i sekretarzem Zarządu Głównego Związku Młodzieży Socjalistycznej.
Członek zespołu redakcji czasopisma „Pokolenie” w Warszawie (1951–1953), a następnie dziennika „Sztandar Młodych” (1953–1956). Po objęciu redakcji „Współczesności” (1958), gdzie początkowo był kierownikiem działu i zastępcą redaktora naczelnego, na zwolnionych przez Andrzeja Brychta i Romana Śliwonika (po ich bójce i aresztowaniu) etatach zatrudnił Aleksandrę Korewę i Ernesta Brylla. Kolegium pisma negatywnie oceniło pierwszy okres jego kierownictwa, które zakończyło się w 1959. Ponownie został redaktorem naczelnym „Współczesności” w 1966 i był nim do likwidacji czasopisma w 1971. W latach 1971−1974 radca do spraw kultury Ambasady PRL w Bułgarii. Następnie zastępca redaktora naczelnego miesięcznika „Literatura na świecie” (1974−1979). Członek Rady Kultury i Sztuki przy Ministrze Kultury i Sztuki (1966−1969), zastępca członka Komitetu Centralnego PZPR (1964−1971), członek Komitetu Warszawskiego PZPR (1983−1986). Wchodził także w skład Prezydium Zarządu Głównego Związku Literatów Polskich (1966−1971) oraz Narodowej Rady Kultury (1982−1986).
Debiutował jako poeta w 1951 roku. W 1963 wydał w Warszawie tom opowiadań Codziennie toczy się wojna, a w 1966 Portret z diamentów. Był autorem przedstawień telewizyjnych (Kresy, Przesilenie, Poletko nad jeziorem) oraz przekładów poezji rosyjskiej, białoruskiej, ukraińskiej i bułgarskiej.
Pochowany na cmentarzu Wojskowym na Powązkach, w Alei Zasłużonych (A29-tuje-9).

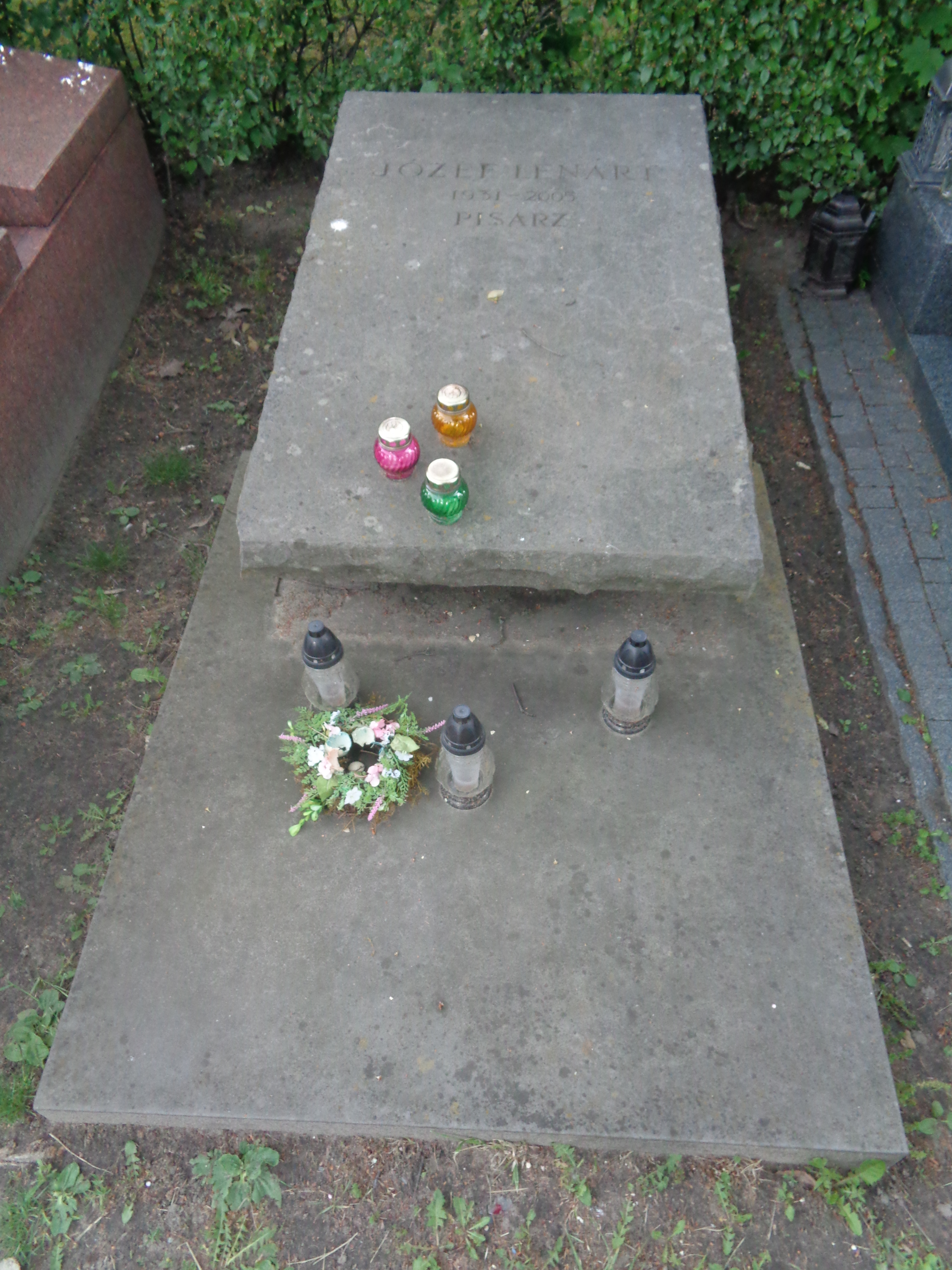
Nagrobek Józefa Lenarta na cmentarzu Wojskowym na Powązkach w Warszawie

## Odznaczenia
- Krzyż Komandorski Orderu Odrodzenia Polski
- Krzyż Oficerski Orderu Odrodzenia Polski
- Złoty Krzyż Zasługi
- Medal 40-lecia Polski Ludowej[4],[5]
- Złota Odznaka Honorowa Towarzystwa Przyjaźni Polsko-Radzieckiej (1968)[6]